# Дом Франкенштейна (телефильм)
«Дом Франкенштейна» (англ. House of Frankenstein) — двухсерийный телевизионный фильм ужасов, снятый режиссёром Питером Уэрнером для телеканала NBC в 1997 году. Главные роли исполнили Эдриан Пасдар, Грег Уайз, Тери Поло и Питер Кромби.
В 1998 году фильм номинировался на премию «Сатурн» в категории «Лучшая телепостановка», а композитор Дон Дэвис был номинирован на прайм-таймовую премию «Эмми» за лучшую музыкальную композицию для мини-сериала, фильма или спецвыпуска.

## Сюжет
В Лос-Анджелесе происходит серия убийств: маньяк, которого журналисты прозвали «Хищником», разделывается со своими жертвами со звериной жестокостью и не оставляет на местах преступления ни отпечатков, ни улик. Детектив Койл (Эдриан Пасдар) в ходе расследования выходит на ночной клуб под названием «Дом Франкенштейна», владельцем которого является эксцентричный миллионер Криспиан Граймс (Грег Уайз). Параллельно с этим, по заданию Граймса, его приспешники доставляют в Лос-Анджелес ледяную глыбу, в которой находится предположительно Чудовище Франкенштейна (Питер Кромби). По ошибке одного из сотрудников Граймса, чудовище оказывается на свободе и разгуливает по городу, привлекая к себе внимание полиции. Детективу Койлу предстоит найти его, а также защитить девушку по имени Грейс (Тери Поло), у которой после нападения убийцы начинают проявляться признаки превращения в оборотня.

## В ролях
- Эдриан Пасдар — Вернон Койл, детектив из отдела убийств Департамента полиции Лос-Анджелеса.
- Грег Уайз — Криспиан Граймс, вампир-миллионер,
- Тери Поло — Грейс Докинз, жертва нападения оборотня, любовный интерес детектива Койла.
- Питер Кромби — Чудовище Франкенштейна, бессмертное существо, найденное во льдах Арктики.
- Си Си Эйч Паундер — доктор Шона Кенделл, профессор социокультурной символики в Калифорнийском университете.
- Карстен Нёргор — Клаус Уиллигер, оборотень, укусивший Грейс, один из приближённых Граймса.
- Кшиштоф Печиньский — доктор Нейман, учёный-специалист по криогенике, ожививший чудовище Франкенштейна.
- Мигель Сандовал — Хуан Чакон, напарник детектива Койла.
- Уильям Конверс-Робертс — Грант Руссо, юрист, личный адвокат Криспиана Граймса.
- Джорджа Фокс — Фелисити, соседка и подруга Грейс.
- Карен Остин — Ирен Ласситер, сестра детектива Койла.

## Производство
Съемки начались в июне 1997 года в Лос-Анджелесе, Калифорния; в частности, часть сцен была снята на территории обсерватории Гриффита. Декорации ночного клуба «Дом Франкенштейна» были построены на студии Universal. Готовясь к роли детектива, актёр Эдриан Пасдар провёл ночь на дежурстве вместе с патрульными полицейскими.

## Критика
Рецензентка The New York Times Анна Гейтс написала, что «фильм пытается сделать всё, чтобы подарить острые ощущения телезрителям на Хэллоуин», однако кратко резюмирует, что получилось «не страшно» (англ. not scary). Телевизионный критик Кен Такер в рецензии для журнала Entertainment Weekly негативно отозвался о сценарии фильма и в целом охарактеризовал его как «глупый».